# Piedra de Sierra Elvira

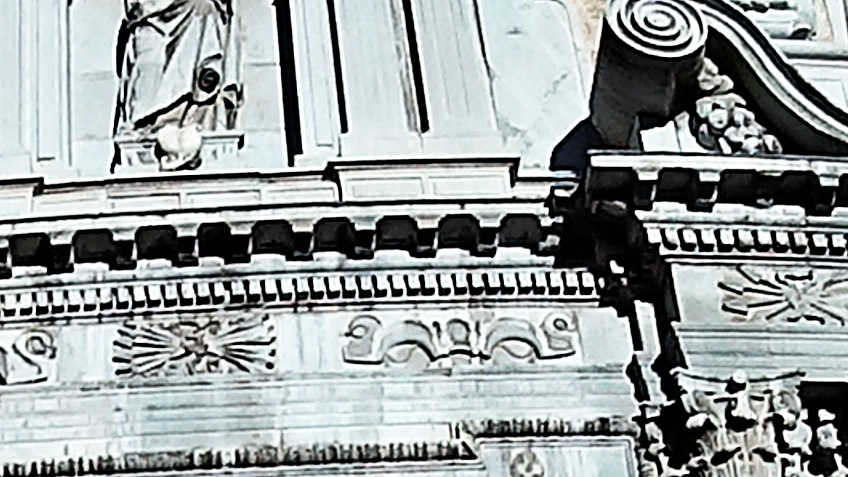
Portada del Hospital Real realizada con piedra de Sierra Elvira.

Piedra de Sierra Elvira, mármol o bronceado gris de Sierra Elvira son los nombres con los que se conoce común y comercialmente un tipo de caliza procedente de canteras de Sierra Elvira (Granada, España), usada extensivamente en las construcciones de la capital granadina, especialmente durante el Renacimiento. Actualmente se sigue explotando de forma comercial en diferentes municipios: Albolote, Atarfe, Salar y Loja. Se trata de una piedra de color gris, de aspecto marmóreo, muy compacta y sin porosidad.

## Litología y procedencia

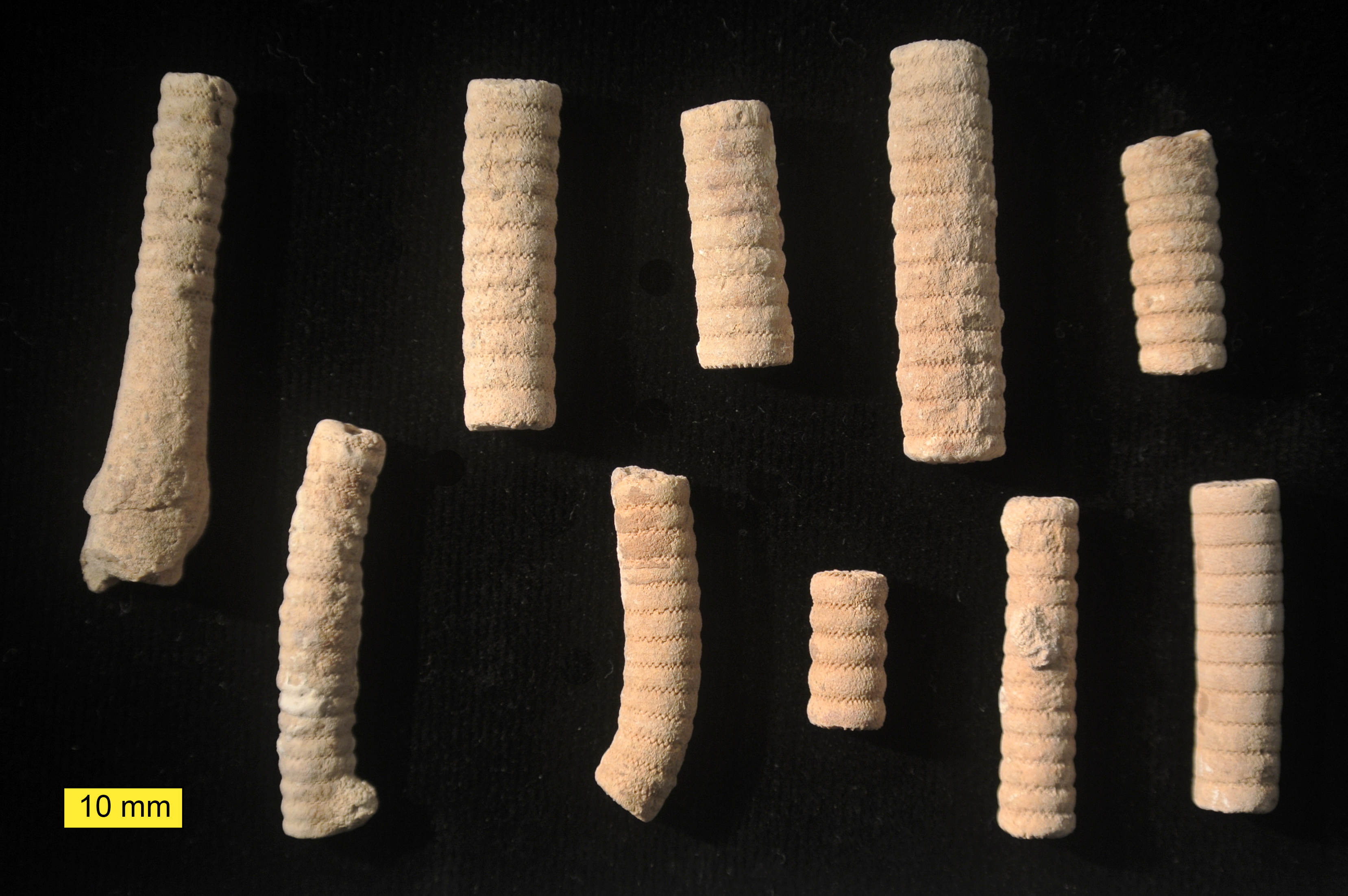
Ejemplos de fósiles de tallos de crinoideos (Jurásico de Israel).

La roca procede de canteras de la sierra del mismo nombre ubicadas en formaciones de calizas con crinoides del Jurásico inferior, con frecuentes estratificaciones cruzadas, correspondientes al Subbético Medio del sector central de las Cordilleras Béticas. Petrográficamente estas rocas son calizas bioclásticas cristalinas (wackestones y packestones), constituidas por fragmentos fósiles de tallos de crinoideos con cemento esparítico, y en menor medida calizas micríticas (conocidas localmente como «piedra losa»). Los fósiles proceden de la destrucción de praderas de crinoides, encontrándose además restos de moluscos, braquiópodos y foraminíferos.
La unidad de la que se extraen estas rocas tiene una potencia de unos 25 metros, dividida en bancos muy continuos de unos cinco metros, aprovechados por las labores de cantería para establecer los frentes de trabajo. En algunas zonas aparecen concentraciones de glauconita, mineral de color verde, y estilolitos, estructuras de disolución por presión, evitadas por los canteros. El techo de la unidad se encuentra karstificado y con una superficie ferruginizada.

## Usos
En Granada se usa de forma extensiva en monumentos tales como la portada del Hospital Real, la nueva Escuela de Arquitectura, la Catedral de Granada y la Real Chancillería, en Plaza Nueva. También en muchas fuentes y pilares de la ciudad, como la monumental fuente de los Cuatro Leones.